# Rahel Sanzara
Rahel Sanzara (Sansara), właśc. Johanna Bleschke (ur. 9 lutego 1894 w Jenie, zm. 8 lutego 1936 w Berlinie) – niemiecka tancerka, aktorka, powieściopisarka.

## Życiorys
Johanna Bleschke była najstarszą z czwórki dzieci muzyka miejskiego z Jeny. W 1918 zmarła jej matka, która, jako silna osobowość, miała duży wpływ na córkę.
Johanna była uzdolniona muzycznie, grała na pianinie i w młodym wieku wykazała talent do tańca. Śpiewała w Jeneńskim Chórze Dziecięcym pod dyrekcją Maxa Regera. Po ukończeniu szkoły podstawowej uczęszczała do gimnazjum dla dziewcząt, a następnie przez rok do szkoły biznesowej. Z polecenia ojca zaczęła praktykę jako introligatorka w Blankenburgu, ale po roku zrezygnowała. W 1913 przeniosła się do Berlina. Tam, w wieku 19 lat, pracując dla Loesdau Verlag, poznała żydowskiego lekarza i pisarza Ernsta Weissa z Pragi. Ich związek trwał ponad 20 lat. Pełniła rolę sekretarki Weissa, przepisywała na maszynie jego prace, wysyłała rękopisy oraz zapewniała choremu partnerowi lekarstwa i papierosy. Po latach, jako aktorka, występowała w dramatach Weissa. Zagrała m.in. Annę Mahr w "Einsame Menschen", a w październiku 1919 Tanję w sztuce o tym samym tytule.
W 1914 Weiss i Bleschke wyjechali do Danii. Po krótkim szkoleniu Johanna pracowała jako pielęgniarka wojenna (1914–1915).
Rozpoczęła karierę taneczną po szkoleniu u tancerki Rity Sacchetto, które sfinansował Ernst Weiss. Debiutowała w 1916 w utworze "Goryl. Fantastyczna bajka ze Wschodu. Szkic w jednym akcie". Wówczas po raz pierwszy użyła pseudonimu artystycznego Rahel Sanzara. Wyjechała z taneczną pantomimą do Pragi, Wiednia i Budapesztu. Zawiedziona kierunkiem, wróciła do tańca ekspresyjnego, który studiowała.
Imię, którego użyła w pseudonimie, wynikało z kontaktu z żydowskimi aktorami w Loesdau Verlag. Nazwisko, jakie przyjęła, prawdopodobnie pochodzi od sanskryckiego słowa oznaczającego odrodzenie.
Od 1916 pracowała jako aktorka filmowa w filmach niemych. W 1917 wystąpiła w dektektywistycznym filmie Der Fall Routt...!, który nazwała później kiczowatym. Od wiosny 1918 do września 1919 mieszkała w Monachium. Tam uczyła się aktorstwa u Otto Falckenberga, reżysera gatunku Kammerspiel. W tym czasie poznała aktorkę Annemarie Loose-Leyhausen, z którą przyjaźniła się do końca życia. Sanzara występowała w Deutsche Kammerspiele w Pradze oraz w kilku sztukach w Wedekind w Pradze, ale gościnnie, nie jako stała pracownica. W latach 1921–1924 pracowała w Hessisches Landestheater Darmstadt. Sprowadził ją tam Gustav Hartung, jeden z najważniejszych reżyserów lat 20. XX w. Sanzara zagrała główne role kobiece w jego ekspresjonistycznych dziełach. Przełomowa była rola Teresity Ostermann w "Grze w życie" Knuta Hamsuna. W latach 1923–1924 gościnnie występowała w Schauspielhaus w Zurychu. Grała główne role w sztukach Wedekinda i Sternheima. Niebawem wróciła do Berlina, gdzie w 1924 ponownie zagrała główną rolę w "Tanji", tym razem reżyserowanej przez Theodora Taggera. Rozbudował przedstawienie o muzykę i taniec, ale całość była tak rozczarowująca, że doprowadziła do wycofania się Sanzary z aktorstwa.
W grudniu 1925 Sanzara i Ernest Weiss mieli wypadek samochodowy. Została ciężko ranna, spędziła w szpitalu 5 tygodni i nigdy już w pełni nie wyzdrowiała.
W 1927 wyszła za mąż za żydowskiego maklera giełdowego Waltera Davidsohna, który zabiegał o nią od dawna. Chociaż mieli mieszkanie w Berlinie, gdzie zlokalizowany był biznes Davidsohna, para przez dłuższy czas mieszkała osobno, co było warunkiem, który postawiła Sanzara, zgadzając się na ślub. Do końca życia utrzymała kontakt z Ernestem Weissem, który od 1933 przebywał na emigracji w Pradze, potem w Paryżu i zmarł 4 lata po Sanzarze.
Problemy zdrowotne i odcięcie się od teatru sprawiły, że lata 1924–1926 wykorzystała na pisanie powieści. Preprint jako powieść w odcinkach ukazał się w czasopiśmie "Vossische Zeitung" w 1926, a niebawem został wydany w formie książkowej przez Ullstein-Verlag i od razu stał się bestsellerem, choć opinie czytających były podzielone. Powieść Das verlorene Kind (Zaginione dziecko) wywołała wielkie kontrowersje, ponieważ opowiadała o morderstwie na tle seksualnym, popełnionym na czteroletniej dziewczynce przez 17-letniego chłopca. Książka była oparta na prawdziwej sprawie kryminalnej z północnych Niemiec w XIX w. i była połączeniem kryminału i dramatu psychologicznego. Otrzymała entuzjastyczne recenzje, szybko doczekała się kilku wydań i została przetłumaczona na 11 języków. Albert Ehrenstein powiedział o książce: "Zagubione dziecko" wydaje mi się najlepszym utworem prozatorskim, jaki w ostatnich stuleciach napisała niemiecka autorka (...). Książka jest na poziomie etycznym Tołstoja, językowo to doskonałe arcydzieło. Prasa nazwała powieść męsko-damską literaturą sensacyjną. Niektórzy podejrzewali autorke o obłęd. W 1926 Rahel Sanzara miała otrzymać nagrodę literacką Kleist-Preis, ale odmówiła jej przyjęcia. To jedynie podsyciło plotki o plagiacie i podszywaniu się pod inną osobę. Książkę miał napisać Ernst Weiss (ew. Sanzara we współpracy z nim), a historia miała być zapożyczona z New Pitaval, serii prezentującej sprawy kryminalne z wielu krajów, opublikowanej w 60 tomach w Lipsku w latach 1842–1890.
Sanzara podpisała kontrakt z wydawcą na dwie kolejne książki: w 1931 na powieść Hochzeit der Armen oraz w 1933 na opowiadanie Die Glückliche Hand. Rękopis Hochzeit der Armen obecnie uważany jest za zaginiony, podobnie jak słuchowisko radiowe, które napisała w 1932. W latach 1934–1935 rękopis został przedstawiony kilku wydawcom, ale nie wywołał ich zainteresowania. Było to spowodowane tym, że w 1933 naziści spalili jej książki i zakazali ich lektury. Podejrzewali, że Sanzara jest Żydówką, co nie było prawdą, dodatkowo była żoną Żyda, czego konsekwencji miała świadomość. Nigdy nie złożyła wniosku o przyjęcie do Izby Literackiej Rzeszy, co było warunkiem wstępnym publikacji. Latem 1934 wystąpiła o zwrot wszystkich praw do trzech złożonych w wydawnictwie utworów. Biorąc to wszystko pod uwagę, jasne jest, dlaczego kolejne powieści Sanzary nie odniosły takiego sukcesu jak jej debiut.
Zachowały się listy Waltera Davidsohna do żony. Wspomina w nich m.in. w chorobie Sanzary w latach 20. XX w., kontuzji stopy w 1932 i poważnej chorobie w 1935. W 1929 Davidsohn nadawał listy z podróży po Włoszech, Szwajcarii, Francji i Anglii. W listach opisywał atmosferę polityczną, kryzys gospodarczy i życie kulturalne w Europie na przełomie lat 20. i 30. XX w., zwłaszcza w Niemczech, Szwajcarii i Francji.
W 1935 Davidsohn wyemigrował do USA, by uniknąć prześladowań ze strony nazistów, a żona została w Berlinie z powodu choroby. Nie wyobrażała sobie, by miała opuścić rodzinny kraj. Miała raka. Mówi się, że chorobę spowodowały prześladowania, których doświadczyła jako pisarka. Zmarła po operacji w wyniku błędu lekarskiego. Na swoją prośbę została skremowana. Jej grób znajduje się na cmentarzu Stahnsdorf w Wilmersdorf.
Według biografki Diany Orendi-Hinze, Rahel Sanzara miała obsesję na punkcie idei postępu, rozwoju nauki, co tłumaczyło wielość podejmowanych przez nią działań. Dziś jest znana głównie jako pisarka.